# Port lotniczy El Porvenir
Port lotniczy El Porvenir – jeden z panamskich portów lotniczych, zlokalizowany w mieście El Porvenir.